# やっぱり世界はあたし☆れじぇんど!!
『やっぱり世界はあたし☆れじぇんど!!』（やっぱりせかいはあたしれじぇんど）は、日本の歌手・naoのソロプロジェクト・fripSide NAO project!のシングル。

## 概要
- naoのソロプロジェクト・fripSide NAO project!としてのメジャーデビューシングル。
- 表題曲は独立放送局アニメ『恋姫†無双』のエンディングテーマに起用された[1]。
- この作品発売後、NAOの脱退により実質上の活動終了となったため、最初で最後のシングルとなった。

## 収録曲
1. やっぱり世界はあたし☆れじぇんど!! [3:20]
作詞：NAO、八木沼悟志、山下慎一狼
作曲・編曲：八木沼悟志
2. プール・バケーション [3:58]
作詞：山下慎一狼
作曲・編曲：新井健史
3. やっぱり世界はあたし☆れじぇんど!! -Instrumental-
作曲・編曲：八木沼悟志
表題曲のインストゥルメンタル。
4. プール・バケーション -Instrumental-
作曲・編曲：新井健史
カップリング曲のインストゥルメンタル。

## 参加ミュージシャン
fripSide NAO project!
- 八木沼悟志：Synthesizer
- NAO：Vocal

Additional Musician
- 戸口田隆広：Guitar (#1,3)
- 寺前甲：Guitar (#2,4)

## タイアップ
- 独立放送局アニメ『恋姫†無双』エンディングテーマ (#1)

## 収録アルバム
- TVアニメ「恋姫無双」の歌を全部入れてみたのだっ‼︎ (#1 TVサイズ)
- 恋姫†無双「乙女的歌曲活劇大全集」 (#1)